# Fibrobacter succinogenes
Fibrobacter succinogenes là một loài vi khuẩn phân giải tế bào trong chi Fibrobacter. Nó có mặt trong dạ cỏ của gia súc. Beta glucans là chất nền trong dạ cỏ và các sản phẩm của nó sau khi tiêu hóa bao gồm formate, acetate và succinate. Fibrobacter succinogenes hình thành các rãnh rộng đặc trưng trong cellulose tinh thể, và cũng dễ dàng tách ra khỏi chất nền của nó trong quá trình chuẩn bị mẫu.

## Mối quan hệ chặt chẽ củaFibrobacter succinogenesvớiBacteroidetesvàChlorobiphyla
Các nghiên cứu phát sinh gen dựa trên trình tự protein RpoC và Gyrase B, chỉ ra rằng Fibrobacter succinogenes có liên quan chặt chẽ với các loài thuộc phyla Bacteroidetes và Chlorobi. Fibrobacter succinogenes và các loài từ hai loại phyla khác này cũng phân nhánh ở cùng một vị trí dựa trên ký hiệu được lưu trữ trong một số protein quan trọng. Cuối cùng và quan trọng nhất, các nghiên cứu genom so sánh đã xác định được hai ký hiệu indels được lưu trữ (một chuỗi amino acid 5-7 trong protein RpoC và một amino acid 13-16 trong serine hydroxymethyltransferase) và một ký hiệu protein (PG00081) được chia sẻ duy nhất bởi Fibrobacter succinogenes và tất cả các loài từ Bacteroidetes và Chlorobi phyla. Tất cả các kết quả này cung cấp bằng chứng thuyết phục rằng Fibrobacter succinogenes có chung tổ tiên với các loài Bacteroidetes và Chlorobi không bao gồm tất cả các vi khuẩn khác, và những loài này nên được công nhận là một phần của siêu vi khuẩn FCB.